# اندری سایدلینیکوف
اندری سایدلینیکوف (اوکراینی: Андрій Анатолійович Сідельніков؛ زادهٔ ۲۷ سپتامبر ۱۹۶۷) بازیکن فوتبال اهل اتحاد جماهیر شوروی سوسیالیستی است.
از باشگاه‌هایی که در آن بازی کرده‌است می‌توان به باشگاه فوتبال زسکا مسکو، باشگاه فوتبال دنیپرو، باشگاه فوتبال چونام دراگونز، باشگاه فوتبال کپز، و باشگاه فوتبال دینامو کی‌یف اشاره کرد.
وی همچنین در تیم‌های ملی فوتبال زیر ۲۱ سال شوروی و شوروی بازی کرده‌است.